# キツネとネコ
- ピノッキオの冒険 > キツネとネコ
- ピノキオ (1940年の映画) > キツネとネコ
- ディズニーヴィランズ > キツネとネコ

キツネとネコ（The Fox and the Cat）は、イタリアの作家カルロ・コッローディが1883年に発表した書籍『ピノッキオの冒険』に登場する架空のキャラクターで、御者と恐ろしいドッグフィッシュと共に主要な悪役である。彼らは貧しい詐欺師として描かれ、ピノッキオを騙して殺そうと企てる。彼らは障害を持っているふりをしており、キツネは足が不自由で、ネコは盲目という設定である。キツネはネコよりも賢いようで、ネコはたいていキツネの言葉を繰り返すだけである。

## 本での役割

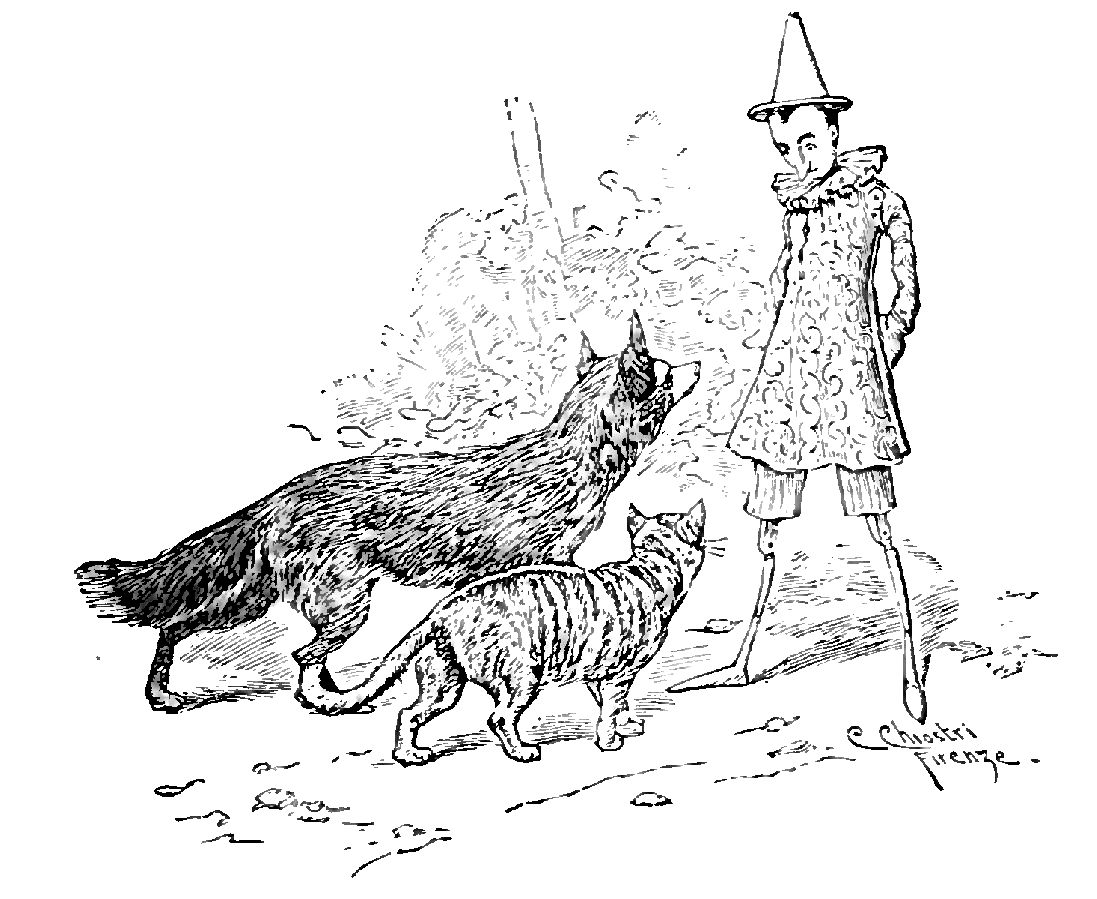
カルロ・キオストリによるキツネとネコ

ピノッキオはマンジャフォーコの劇場を出た後、5枚の金貨を持っているところで、キツネとネコに出会う。キツネはピノッキオの父親であるゼペットを知っていると主張し、ピノッキオに「フクロウの国」（Paese dei Barbagianni）へ行き、そこから「奇跡の畑」（Il campo dei Miracoli）へ行けば、コインを植えてお金を生み出す木に育てることができると提案する。白いツグミがピノッキオにこの嘘を警告するが、ネコに食べられてしまう。キツネはこの行為を「ツグミが話しすぎたせいだ」と言ってごまかす。2人はピノッキオを「赤いザリガニ亭」（Osteria del Gambero Rosso）へ連れて行き、そこで大食いをし、真夜中に起こしてくれるよう頼む。

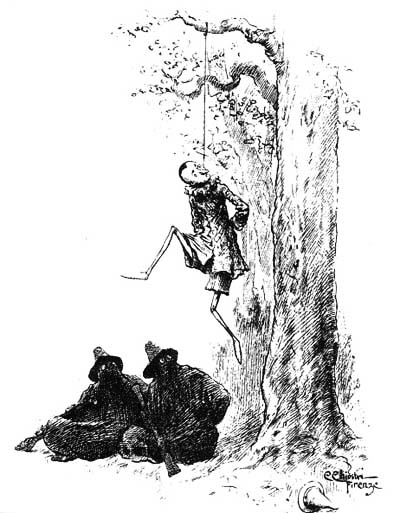
山賊に扮したキツネとネコがピノキオを吊るす場面

約束の2時間前に、2人はピノッキオを残して立ち去り、彼に食事代として金貨を1枚支払わせる。また、宿屋の主人に「ネコの長男が病気になったので、後で奇跡の畑で会おう」と伝言を残すように頼む。ピノッキオが宿を出ると、2人は殺人者に扮して彼を襲い、乱闘の中でピノッキオはネコの前足を噛みちぎる。その後、殺人者たちはピノッキオを木に吊るすが、青髪の妖精の助けで、ピノッキオは鷹に切り離されて逃げ延びる。
翌日、ピノッキオは再び2人に出会うが、彼らが自分を吊るそうとした殺人者だとは気づかない。ピノッキオがネコの前足が包帯で巻かれていることに気づくと、キツネは「ネコが飢えたオオカミに食べ物を与えるために自分で足を切り落とした」と説明する。彼らはピノッキオを「アッキアッパチトゥルッリ」（Acchiappacitrulli）という街に連れて行き、そこでコインを埋める。ピノッキオがいない間に、2人はコインを掘り出して逃げる。ピノッキオはこれをオウムから聞き、そのオウムはピノッキオが彼らの策略に引っかかったことを嘲笑う。
物語の終盤、ピノッキオはゼペットを回復させる場所を探しているときに再びキツネとネコに出会う。しかし、今回は2人は貧困に陥っており、キツネは本当に足が不自由で、ほとんど毛がなく、尾もない（キツネは食べ物を買うために自分の尾を切り落とさなければならなかった）。ネコも本当に盲目になっている。彼らは食べ物やお金を乞うが、ピノッキオは彼らが自業自得だとして拒絶し、「偽りの友人たち」に別れを告げて去る。

## 正直ジョンとギデオン（ディズニー）
1940年のディズニー映画『ピノキオ』では、キツネとネコはそれぞれJ・ワシントン・ファウルフェロー（J. Worthington Foulfellow、別名：正直ジョン、ウォルター・キャトレットが声を担当）とギデオン（しゃっくりの声はメル・ブランクが担当し、彼の無声のコミカルな行動は、マルクス兄弟の無口なメンバーであるハーポ・マルクスに基づいている）という名前が付けられている（プロモーション資料にはワシントン・ファウルフェローという名前が記載されているが、映画では1度も呼ばれない）。この2人は原作のキャラクターといくつかの点で異なる。彼らは依然として貧しいが、障害を装うことはなく、ストロンボリの（映画でのマンジャフォーコに相当する）人形劇にピノキオを参加させるよう説得する（ピノキオが自分で発見するのではなく）、また御者に雇われてプレジャー・アイランドに連れて行く。彼らはピノキオを殺そうとはしないが、正直ジョンは御者に対し、通常よりも多くの金が絡む仕事なら殺人もいとわないだろうと提案する場面がある。また、映画では「奇跡の畑」のサブプロットは存在しない。正直ジョンは、読み書きができない（ピノキオの教科書を逆さまに「読む」シーンから分かるように）変わり者のハム俳優として描かれており、ギデオンはしばしば正直ジョンをトラブルに巻き込む愚かな無口者として描かれている。ギデオンはしゃっくりを3回する以外、映画全編を通して無言である。
映画の草稿では、正直ジョンとギデオンがピノキオと3度目に出会った後、警察に逮捕される場面があったが、このシーンはペースやコストの理由からか、最終稿では削除された。しかし、ゼペットがピノキオのいるプレジャー・アイランドの場所を知り、ピノキオを探すために出航し、モンストロに飲み込まれるまでの間に、正直ジョンとギデオン、そして村の住民の何人かが、正直ジョンがプレジャー・アイランドの歌を大声で歌いながらピノキオを御者の元へ連れて行ったことを聞いた可能性がある。正直ジョンはプレジャー・アイランドに関連する仕事をしている間、「法律」に捕まることを恐れていた。
彼らは、ディズニー映画『ファン・アンド・ファンシー・フリー』（1947年）で、ミッキーマウスが牛と交換する魔法の豆の所有者として再登場する予定だったが、そのアイデアは取りやめられた。
ピノキオを基にしたコンピュータゲームでは、正直ジョンとギデオンが最初のステージの敵として登場する。また、ロールプレイングゲーム『キングダム ハーツ 358/2 Days』（2009年）にも登場する予定だったが、容量の制約のためカットされた。
ディズニーの本『ピノキオの約束』では、正直ジョンとギデオンが、ピノキオがゼペットの友人であるロマーノ夫人に鳩時計を渡すために町に向かうのを見かけ、彼をサーカスに誘い込む。正直ジョンは時計を別の場所で売ろうとし、ギデオンは期限切れのチケットでピノキオをサーカスに連れて行くが、入場係に叱られると少年を見捨てる。ピノキオがサーカスを出て、正直ジョンの策略を地元の警察に報告すると、正直ジョンは警官に追いかけられて逃げ出し、ピノキオは時計をロマーノ夫人に渡す。
ディズニーの本『裸の王様』の翻案版では、正直ジョンとギデオンが仕立て屋に扮して皇帝を（同じ本でプリンスジョンが演じている）騙す。
正直ジョンとギデオンは、ブックシリーズ『キングダム・キーパーズ』の第5巻にも登場する。彼らはディズニーヴィランズの軍団「オーバーテイカーズ」のメンバーとして描かれ、第6章「シェルゲーム」でフィンと戦う。
正直ジョンはモバイルゲーム『ディズニー マジックキングダムズ』でプレイ可能なキャラクターである。
正直ジョンとギデオンは、ディズニーの2022年の実写/CGIリメイク『ピノキオ』にも登場し、正直ジョンの声はキーガン＝マイケル・キーが担当している。

### キャスト

#### 正直ジョン

##### 原語版声優
- ウォルター・キャトレット（1940年）
- アラン・ダインハート（英語版）（1974年）
- キーガン＝マイケル・キー（2022年）

##### 日本語吹替版声優
- 三升家小勝（1959年）：『ピノキオ』初公開版を担当。
- 太宰久雄（1960年代）：日本コロムビア版レコードを担当。
- 坊屋三郎（1971年）：キングレコード版レコードを担当。
- 山田康雄（1983年 - 1995年）：『ピノキオ』再公開版）を担当。
- 関時男（1984年）：『ピノキオ』ポニー・バンダイ版を担当。
- 山寺宏一（1990年）
- 多田野曜平（2022年）：東京ディズニーランド「ザ・ヴィランズ・ロッキン・ハロウィーン」を担当。
- 村田秀亮（2022年）：実写版『ピノキオ』を担当。

#### ギデオン

##### 原語版声優
- メル・ブランク（1940年）
- アラン・ダインハート（1974年）

##### 日本語吹替版声優
- 島田多恵子（1960年代）：日本コロムビア版レコードを担当。
- 丸茂光紀（1971年）：キングレコード版レコードを担当。

## その他のメディア
- キツネ役のチッチョ・イングラシア（英語版）とネコ役のフランコ・フランキ（英語版）（『ピノキオの冒険（英語版）』1972年）1936年のソビエトの書籍『黄金の鍵、またはブリャティーノの冒険（英語版）』の翻案では、彼らはアリス・ザ・フォックスとバジリオ・ザ・キャットという名前が付けられている。1959年のこの本のアニメ映画版（英語版）では、彼らはそれぞれエレナ・ポンソヴァとウラジミール・レプコ（英語版）が声を担当している。1975年の実写映画版（英語版）では、ローラン・ビコフ（英語版）とエレナ・サナエヴァが彼らを演じている。

- 1947年のイタリアの実写映画『ピノッキオの冒険』では、キツネとネコはアンジェロ・タッデオリとピエトロ・トンメイが演じている。

- 1952年のアニメシリーズ『ピコリーノの冒険』にも登場する。

- 1960年 - 1961年のランキン/バス・プロダクション（英語版）によるテレビアダプテーション『ピノッキオの新しい冒険（英語版）』では、キツネとネコはフォクシー・Q・フィブルとクール・S・キャットと名付けられ、ラリー・D・マン（英語版）とポール・クリグマンが声を担当している。

- 1972年のミニシリーズ『ピノキオの冒険（英語版）』では、フランコとチッチョ（英語版）がキツネとネコを演じる。彼らはマンジャフォーコのためにコメディアンとして働く人間として描かれており、キツネとネコのメイクをしている。後に解雇され、ピノッキオのコインを盗もうとする。
- 1972年のアニメ映画『ピノッキオの冒険（英語版）』（監督：ジュリアーノ・チェンチ（英語版））では、キツネとネコは（イタリア語版ではセルジオ・テデスコ（英語版）とマンリオ・デ・アンジェリス（英語版）が、英語吹き替え版ではアラン・スーズ（英語版）とドン・メシック（英語版）が声を担当）本のキャラクター設定に従っている。2人は身体障害を装い、ピノッキオを「奇跡の畑」に誘い込む。本と同様に、キツネが2人のうちの口達者な方で、2人はピノッキオのコインを奪おうとするが、ネコは本のように前足を失うことはない。映画の終盤では、2人は貧困に陥るが、キツネは本のように尾や毛を失うことはない。
- 『樫の木モック』（1972年）では、キツネはジャックという名前で、ネコはウィリーという名前のイタチに置き換えられている。
- ランキン/バスによる別の翻案『ピノッキオのクリスマス（英語版）』（1980年）では、キツネとネコが主要な敵役として登場し、アレン・スウィフト（英語版）（クロード・レインズの声真似）とパット・ブライトが声を担当している。彼らは以前にピノッキオと「友達」になり、彼に多くの悪い習慣を教えた。彼らは障害を装わず、ネコは本のように女性である。彼らはピノッキオに対して「奇跡の畑」と似たようなトリックを仕掛けるが、今回は日没時にコインからクリスマスツリーが育つというもので、ただ木が育たなかったと言う。キツネとネコは、ピノッキオを裕福な公爵の子供たちに渡すためにそりの運転手に売ろうとする。レディ・アゾラがピノッキオの未来を見て、彼が本当の男の子になるための道を踏み外すと述べると、ピノッキオは窓の外でキツネとネコが手を振っているのを垣間見る。
- 1987年のアニメ映画『ピノキオ 新しい冒険』では、キツネとネコに非常によく似た2匹の怪しい動物キャラクター、シルベスター・J・スカラワグ（声：エド・アスナー）という大きなアライグマと、イゴール（声：フランク・ウェルカー）というサルが登場する。原作のキャラクターと同様に、スカラワグとイゴールは詐欺師として描かれ、映画の前半で2度もピノッキオを騙す。しかし、ピノッキオが巨大なバラクーダから彼らを救った後、彼らは改心して彼の仲間になる。長い冒険の末、ピノッキオ、スカラワグ、イゴールは、自分勝手な欲望に屈してしまうことの危険性を痛感し、最終的にピノッキオは2人を父と一緒に家に連れ帰る。
- 1992年のグッドタイムズ・エンターテインメント（英語版）によるオリジナルビデオの翻案『ピノッキオ』では、キツネはオオカミに置き換えられ、ネコはビートニクのような口調で話し、2人ともカム・クラークが声を担当している。2人はピノッキオの金貨を狙い、ピノッキオを殺そうとはしない。映画の終盤で、ピノッキオがパディ・ワゴンに乗った2人を見かけると、警察官が彼らを逮捕する。2人はピノッキオに自分たちの証言を頼むが、ピノッキオは警察官に彼らがコインを盗んだことを告げる。その結果、警察官は「ピノッキオにしたことは長い刑期になるだろう」と言ってパディ・ワゴンを運転して立ち去る。
- 1996年の実写映画『ピノキオ（英語版）』（監督：スティーブ・バロン）では、キツネとネコはそれぞれヴォルペ（イタリア語で「キツネ」）とフェリネットと名付けられ、マンジャフォーコと共謀する人間として描かれている。役割が逆転しており、フェリネットが女性で主導的な役割を担い、ヴォルペは失敗続きの仲間である。彼らはピノッキオと初めて出会い、ゼペットがヴォルペとフェリネットに「ピノッキオは自分と同じ種類の者としか遊ばない」と言ってピノッキオを連れ去る。その後、ヴォルペとフェリネットは、警察が来るのを目撃しつつも、ピノッキオがパン屋でいたずらをするのを目撃する。本と同様に、2人は「奇跡の畑」（修道院の近くに描かれている）にピノッキオを連れて行き、彼のコインを奪う。結局、彼らはピノッキオに「白い石を金に変えることができる」と主張する呪われた水を飲まされ、オフスクリーンで本物のキツネとネコに変わる。彼らは農民に捕まり、ペットとして飼われている場面が描かれ、後に町でピノッキオを目撃する。ヴォルペが「この子供が本当に嫌いじゃないか？」と言うと、フェリネットが「あなたほど嫌いじゃないわ」と答える。
  - 続編『ピノキオ ニュー・アドベンチャー（英語版）』では、ヴォルペとフェリネット（それぞれサイモン・シャツバーガー（英語版）とサラ・アレクサンダー（英語版）が演じる）は、ロレンツィーニの未亡人マダム・フランボー（実は変装したロレンツィーニ）によって運営されているサーカスの所有者である。彼らはまだ人間の姿であり、ピノッキオのせいだと彼を恨んでいる。2人はピノッキオとランプウィックをマダム・フランボーのもとに連れて行き、彼女のエリクシールを購入させ、ピノッキオとゼペットを人形に変え、ランプウィックをドンキーフィッシュに変える。ピノッキオがドワーフのショーマンとしての形のペペ・ザ・クリケットに連れ去られると、ヴォルペとフェリネットはゼペットの人形の形を持ち去る。結局、彼らはピノッキオとゼペットを元に戻した水で自分たちを元に戻そうとするが、失敗し、ロレンツィーニを人間の海の怪物に変える。ゼペットがサーカスの所有者になると、ヴォルペとフェリネットはタンゴを踊っている姿が描かれている。

- 『Happily Ever After: Fairy Tales for Every Child（英語版）』版のピノッキオでは、キツネとネコがレッド・フォックス（声：バリー・ダグラス）とスポーティー・ザ・キャット（声：フランクリン・アジャイ（英語版））として登場する。
- 2002年の映画『ピノッキオ』では、イタリア版ではコメディデュオ「フィチ・ダインディア（英語版）」（ブルーノ・アレーナとマックス・カヴァッラリ）が、英語吹き替え版ではチーチ・マリンとエディ・グリフィンが声を担当している。この映画で描かれている他の動物キャラクターと同様に、彼らは人間として描かれているが、尖った耳と牙を持っている。彼らはピノッキオに「奇跡の畑」にコインを植えさせるが、ピノッキオのコインを奪った後、再登場することはない。
- 『ピノキオ3000』では、カブとロド（声：マット・ホランドとジャック・ダニエル・ウェルズ）という2人のロボットが、キツネとネコに基づいたキャラクターとして登場する。彼らは市長スカンボーニの娘マルレーンに所有されている。
- 2008年のミニシリーズ『ピノッキオ』では、トニ・ベルトレリ（英語版）とフランチェスコ・パンノフィーノ（英語版）がキツネとネコを演じている。
- ABCのシリーズ『ワンス・アポン・ア・タイム』では、キツネとネコに因んで、マーティンとマーナ（それぞれハリー・グローナー（英語版）とキャロリン・ヘネシー（英語版）が演じる）がジミニーの両親として登場し、詐欺師として働いている。また、エマとグレアムが「ワージントンズ・ハバダシャリー」という店の前を通り過ぎる場面があり、これは正直ジョンのフルネームであるジョン・ワージントン・ファウルフェローにちなんだものである。
- 2012年の映画『ピノッキオ（英語版）』では、イタリア語版ではマリッチャ・アフィアトとマウリツィオ・ミケリ（英語版）が、カナダの英語吹き替え版ではソニア・ボールとソー・ビショップリック（英語版）がキツネとネコの声を担当している。このバージョンでは、キツネが女性でネコが男性であり、本とは逆の設定である。アメリカ版（2018年）では、彼らはそれぞれトリクシー・ザ・フォックスとレオ・ザ・キャット（声：アンビル・チルダーズとジョン・ヘダー）と名付けられている。彼らはマンジャフォーコの働き手として描かれている。盗賊に変装してピノッキオからコインを奪おうとした際、猫の前足は負傷するだけである。コインを奪った後、彼らは再登場しない。
- 2019年の映画『ほんとうのピノッキオ』では、マッシモ・チェッケリーニ（英語版）とロッコ・パパレオがキツネとネコを演じ、英語吹き替え版ではルイジ・スクリバニとウラディミーロ・コンティが声を担当している。2002年の映画と同様に、彼らは尖った耳、牙、爪を持つ人間として描かれている。映画の終盤では、彼らは貧困に陥り、もはや偽の障害を持っていない。
- 2021年のピクサー映画『あの夏のルカ』では、ピノッキオとキツネとネコが、ジュリアがタイトルキャラクターにいくつかの本を見せるファンタジーシーケンスの中で短い登場をする。また、映画にはキツネとネコを題材にした曲「Il gatto e la volpe」も登場する。
- 2022年のストップモーションNetflix映画『ギレルモ・デル・トロのピノッキオ』では、キツネ、マンジャフォーコ、リングマスターが1人の人間キャラクター「ヴォルペ伯爵」に統合され、クリストフ・ヴァルツが声を担当している。ヴォルペ伯爵はキツネの耳を思わせる燃え盛るもみあげを持ち、キツネの頭をあしらった杖を持った落ちぶれた貴族で、スパッツァトゥーラという名のサル（名前は文字通り「ゴミ」を意味する[12]）を助手として使う移動人形劇団の一員である。声はケイト・ブランシェットが担当している。
- ビデオゲーム『偽りのP（英語版）』には、ルチオとクラウディア・ヴォルフェというキャラクターが登場し、ブラックキャットとレッドフォックスという別名で知られる兄妹で、動物の仮面をかぶり、ストーリーの敵として登場するオプションボスでもある[13]。